# Luís Marques Guedes
Luís Maria de Barros Serra Marques Guedes (Lisboa, 25 de agosto de 1957) é um jurista e político português.

## Biografia
Licenciado em Direito, pela Faculdade de Direito da Universidade de Lisboa. 
Militante do Partido Social-Democrata, em 1991 Aníbal Cavaco Silva designou Marques Guedes para seu Secretário de Estado Adjunto, no XII Governo Constitucional. A seguir, foi eleito deputado à Assembleia da República em sucessivas legislturas, pelos círculos eleitorais do Porto (1995–1999), Santarém (1999–2002) e Lisboa (2002–2004, 2005-2009, 2009-2011). Na Assembleia foi Vice-Presidente e posteriormente Presidente (2005–2007) do Grupo Parlamentar do PSD, tendo presidido à Comissão Parlamentar de Ética. 
Foi diretor da campanha da candidatura de Manuela Ferreira Leite às eleições para a Presidência do PSD, em 2008, tendo sido, na direção desta última, secretário-geral do partido (2008–2010).
Marques Guedes foi também vice-presidente da Câmara Municipal de Cascais (com os pelouros dos Departamentos Jurídico, de Polícia Municipal e de Protecção Civil) e deputado à Assembleia Municipal deste último concelho. 
Foi Presidente do Instituto Português da Juventude. 
Em 2011, na sequência da vitória do PSD nas eleições legislativas, foi nomeado pelo primeiro-ministro, Pedro Passos Coelho, Secretário de Estado da Presidência do Conselho de Ministros, cargo que exerceu até 13 de abril de 2013, data em que subiu a Ministro da Presidência e dos Assuntos Parlamentares, em substituição de Miguel Relvas. Após as legislativas de 2015 foi brevemente Ministro da Presidência e do Desenvolvimento Regional no XX Governo Constitucional.

### Família
Filho de Armando Manuel de Almeida Marques Guedes e de sua mulher Maria Clara de Barros Serra.
Casou com Ana Carlota Pinto Basto Posser de Andrade (21 de Setembro de 1959), descendente e 5.ª neta de Italianos, tetraneta dum Francês, 5.ª neta dum Espanhol, 5.ª neta duma Irlandesa, duas vezes trineta e 5.ª neta de Britânicos, tetraneta do 1.º Visconde de Atouguia, de ascendência Inglesa, tetraneta do 3.º Conde de Rio Maior, 5.ª neta do 1.º Marquês da Ribeira Grande e 6.ª neta do 4.º Conde de Lumiares, da qual tem dois filhos.